# Студенец (Вологодская область)
Студенец — деревня в Грязовецком районе Вологодской области.
Входит в состав Ростиловского муниципального образования, с точки зрения административно-территориального деления — в Ростиловский сельсовет.
Расстояние по автодороге до районного центра Грязовца — 9,5 км, до центра муниципального образования Ростилово — 2,5 км. Ближайшие населённые пункты — Рождество, Большое Косиково, Скородумка.
По переписи 2002 года население — 20 человек (11 мужчин, 9 женщин). Всё население — русские.